# Hate (zespół muzyczny)
Hate – polska grupa wykonująca muzykę z pogranicza death i black metalu. Powstała w 1990 roku w Warszawie z inicjatywy gitarzysty i wokalisty Adama Buszko, gitarzysty Andrzeja „Quacka” Kułakowskiego, basisty Marcina „Martina” Russaka oraz perkusisty Piotra „Mittloffa” Kozieradzkiego. Jedynym członkiem oryginalnego składu pozostaje Buszko, który pełni w kwartecie funkcję głównego kompozytora i autora tekstów. Od 2015 roku skład Hate współtworzą perkusista Paweł „Pavulon” Jaroszewicz oraz muzycy koncertowi – gitarzysta Dominik „Domin” Prykiel i basista Piotr „Kain” Kołakowski.
Formacja przez niemal piętnaście lat działalności pozostawała w artystycznym podziemiu, stylistycznie nawiązywała wówczas do dokonań amerykańskiego zespołu Deicide. Grupa Hate zyskała na popularności po wydanym w 2005 roku albumie Anaclasis – A Haunting Gospel of Malice & Hatred poszerzając jednocześnie formułę prezentowanej muzyki o wpływy black i industrial metalu. Byli i obecni członkowie grupy utworzyli lub współtworzyli liczne zespoły i projekty poboczne, m.in. takie jak: Mothernight, Pyorrhoea, Devilyn, Riverside, Imperator, Saltus, czy Naumachia.

## Historia

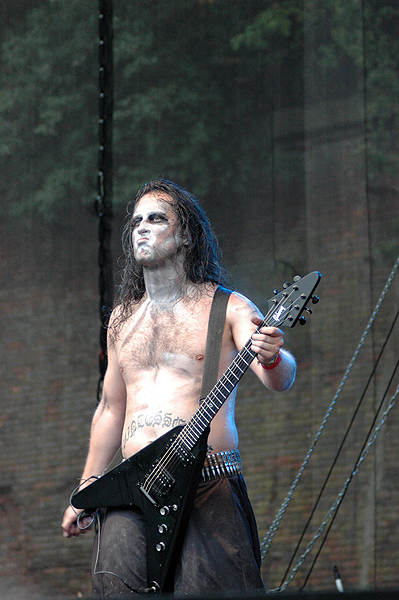
Konrad „Destroyer” Ramotowski podczas koncertu 16 sierpnia 2008 roku

Zespół powstał w 1990 roku w Warszawie pod nazwą Infected. W skład zespołu weszli gitarzysta i wokalista Adam Buszko, gitarzysta Andrzej „Quack” Kułakowski znany z występów w grupie Imperator, basista Marcin „Martin” Russak oraz perkusista Piotr „Mittloff” Kozieradzki. Wkrótce potem formacja przyjęła nazwę Hate.
W 1992 roku w warszawskim studiu Power Play zespół zarejestrował pierwsze demo zatytułowane Abhorrence, wydane nakładem wytwórni muzycznej Hate Productions, tego samego roku zespół wystąpił podczas festiwalu S'thrash'ydło w Ciechanowie. Wkrótce potem skład opuścił Russak, którego zastąpił Daniel. W 1994 roku nakładem Loud Out Records ukazało się demo pt. Evil Art. Materiał został zarejestrowany w Izabelin Studio. Następnie zespół opuścił Kułakowski, którego zastąpił Ralph. W 1995 roku w studiu Power Play zespół nagrał trzecie demo pt. The Unwritten Law wydane przez firmę Vox Mortisref. W 1996 roku w warszawskim studiu Hard zespół nagrał swój pierwszy album pt. Daemon Qui Fecit Terram wydany tego samego roku nakładem Vox Mortisref.
Na przełomie 1998 w olsztyńskim Selani Studio zespół nagrał swój drugi album zatytułowany Lord is Avenger. Wydawnictwo ukazało się tego samego roku nakładem wytwórni muzycznej Novum Vox Mortiis. Była to ostatnia płyta zarejestrowana z udziałem Daniela, którego zastąpił Cyprian Konador. Nagrania były promowane podczas trasy koncertowej wraz z grupami Christ Agony i Heresy oraz pojedynczych występów wraz z takimi grupami jak: Dark Funeral, Marduk czy Vader. W 1999 roku nakładem Metal Mind Productions ukazał się pierwszy minialbum grupy pt. Victims. Na płycie oprócz autorskich kompozycji znalazły się interpretacje utworów „The Kill” Napalm Death i „Postmortem” z repertuaru grupy Slayer. 20 marca 2000 roku ukazała się kompilacja Evil Decade of Hate. Tego samego roku grupa podjęła się organizacji trasy koncertowej w Polsce pod patronatem Apocalypse Productions. W ramach tournée Victims Tour 2000 wystąpiły ponadto grupy Yattering, Mess Age i Sacrilegium.
W 2001 roku w studiu Serakos zespół nagrał trzeci album zatytułowany Cain’s Way. Nagrania ukazały się tego samego roku wyłącznie w Polsce nakładem Apocalypse Productions w kooperacji z Koch International. Wkrótce potem z zespołu odszedł perkusista Piotr „Mittloff” Kozieradzki, którego zastąpił Dariusz „Hellrizer” Zaborowski. Tego samego roku zespół wystąpił podczas objazdowego festiwalu Thrash'em All wraz grupami Behemoth, Lux Occulta, Krisiun i Vader, ponadto ukazała się również kompilacja nagrań zespołu pt. Holy Dead Trinity. Na płycie znalazły się nagrania pochodzące z albumu Lord is Avenger (1998) oraz minialbumu Victims (1999). W 2002 roku nakładem World War III w Stanach Zjednoczonych ukazał się album Cain’s Way. Wkrótce potem muzycy podpisali kontrakt z wytwórnią muzyczną Empire Records. Również w 2002 roku grupa wzięła udział w Revelations Tour w Polsce poprzedzając zespół Vader.
W 2003 roku ukazał się czwarty album grupy pt. Awakening of the Liar wydany nakładem Empire Records. W 2004 roku zespół podpisał kontrakt z francuską wytwórnią płytową Listenable Records. Nakładem firmy, 23 lutego tego samego roku na świecie został wydany album Awakening of the Liar. Natomiast w czerwcu ukazał się pierwszy album DVD zespołu zatytułowany Litanies of Satan. Na początku 2005 roku z przyczyn osobistych z zespołu odszedł gitarzysta Hate – Piotr „Kaos” Jeziorski. Podczas koncertów w ramach trasy Ultimate Domination Tour zastąpił go Łukasz „Lucas” Musiuk znany z występów w grupie Pyorrhoea. Z kolei Konadora tymczasowo zastąpił Tomasz „Cyklon” Węglewski. Tego samego roku ponownie nakładem Listenable Records ukazał się kolejny album Hate pt. Anaclasis – A Haunting Gospel of Malice & Hatred. Kompozycje zostały zarejestrowane w biuałostockim Hertz Studio. Pod koniec roku do zespołu dołączył gitarzysta Kamil „Hellbeast” Kondracki, znany z występów w grupach Chaosphere i Damned.
Na początku 2006 roku z zespołu odszedł perkusista Dariusz „Hellrizer” Zaborowski, który poświęcił się działalności w zespole Discordian. Muzyka zastąpił Stanisław „Hexen” Malanowicz, który współpracował z takimi zespołami jak Damned, Chaosphere i Sunwheel. Wkrótce potem z zespołu odszedł również Kondracki, którego zastępował podczas koncertów muzyk sesyjny Łukasz „Lucas” Musiuk. Ostatecznie nowym gitarzystą został Konrad „Destroyer” Ramotowski znany z koncertowego składu formacji Crionics. Rok później skład opuścił Konador, którego zastąpił Sławomir „Mortifer” Archangielskij. W 2008 roku ukazał się szósty album zespołu pt. Morphosis wydany nakładem francuskiej wytwórni muzycznej Listenable Records. W ramach promocji wydawnictwa został realizowany teledysk do utworu „Threnody” w reżyserii Macieja „Dombro” Dąbrowskiego.
Na przełomie lutego i marca 2009 roku zespół wystąpił na Ukrainie, Słowacji, w Ruminii, Austrii, Francji, Hiszpanii oraz we Włoszech. Kolejne koncertu muzycy dali w Polsce w ramach Morphosis Tour 2009. Z kolei latem zespół Hate wystąpił podczas licznych festiwali, w tym m.in.: na Infernal Damnation Festival, Hardline Therapy Open Air Festival, Death Feast Open Air, Kaltenbach Open Air oraz Summer Breeze Open Air. Natomiast pod koniec roku zespół po raz pierwszy wystąpił w Brazylii gdzie promował album Morphosis. W międzyczasie grupa rozpoczęła prace na kolejnym albumem studyjnym roboczo zatytułowanym Hero Cultus. W październiku tego samego roku grupa wystąpiła w Niemczech, Danii i Holandii. Następnie, w listopadzie grupa dała dziewięć koncertów w Meksyku.

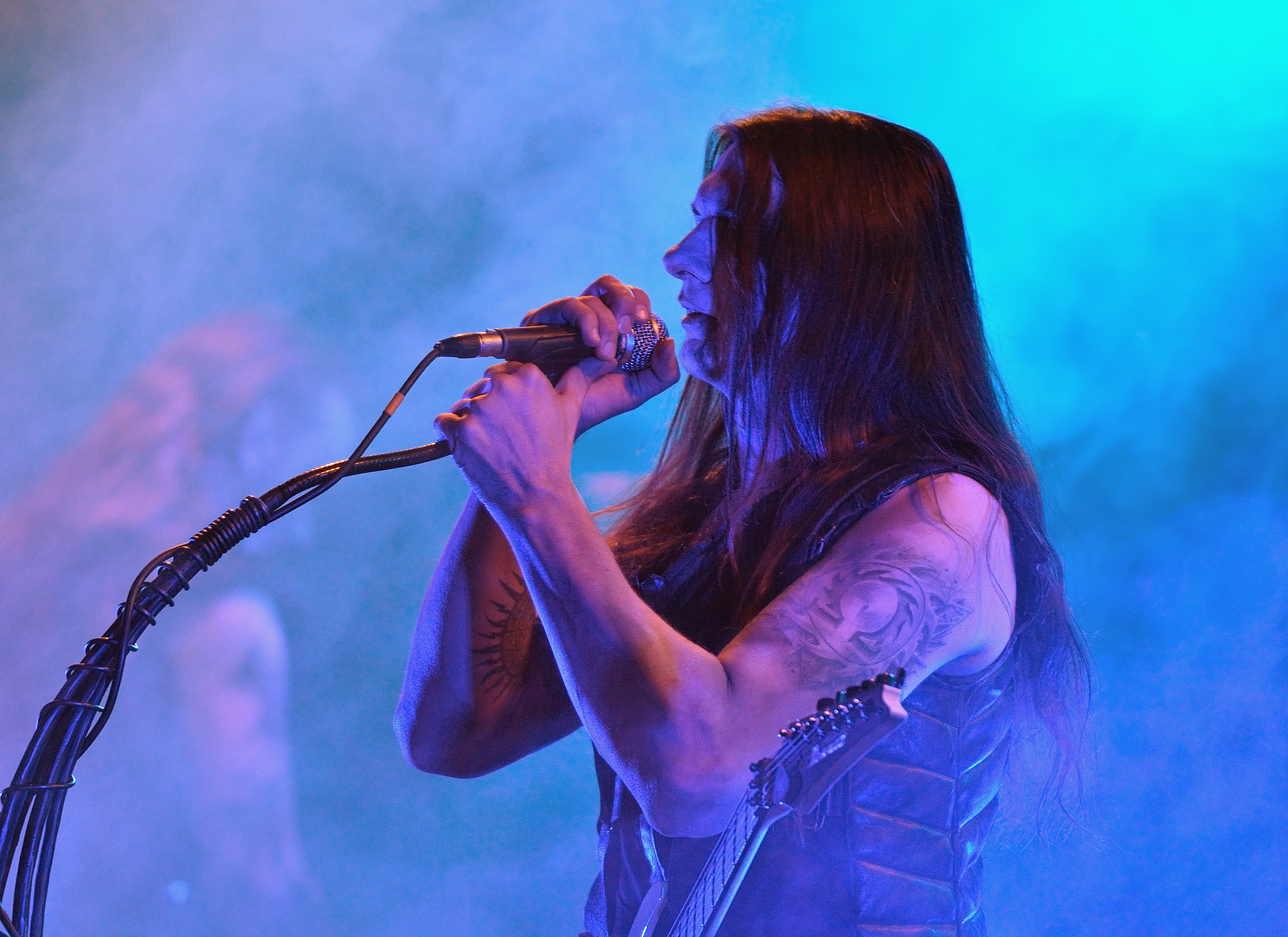
Adam „ATF Sinner” Buszko podczas koncertu na festiwalu Hatefest w 2015 roku

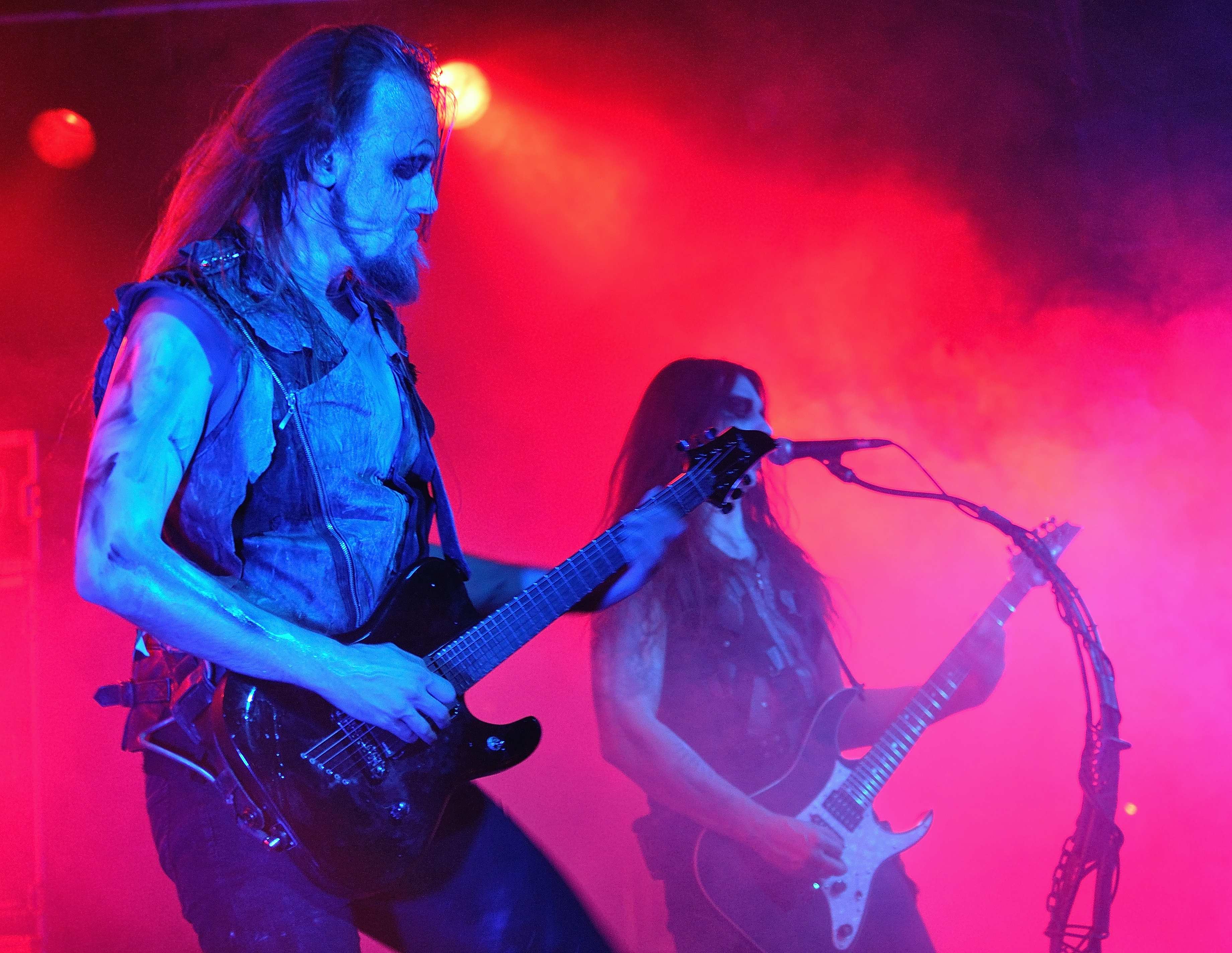
Dominik „Domin” Prykiel podczas koncertu na festiwalu Hatefest w 2015 roku

W styczniu 2010 roku muzycy Hate odbyli europejską trasę koncertową wraz z zespołem Incantation. Natomiast pod koniec lutego zespół odbył trasę koncertową Rebellion Tour 2010 w Polsce. Podczas koncertów wystąpiły także takie zespoły jak: Darzamat, Vedonist, Dragon’s Eye, Sammath Naur oraz Unquadium. W maju formacja dała szereg koncertów w Stanach Zjednoczonych poprzedzając Hypocrisy. W lipcu tego samego roku w białostockim Hertz Studio zespół nagrał siódmy album pt. Erebos. Wydawnictwo ukazało się w Europie 15 listopada 2010 roku. Wcześniej, w październiku 2010 roku nakładem Witching Hour Productions w formie płyty gramofonowej ukazały się reedycje albumów Anaclasis – A Haunting Gospel of Malice & Hatred oraz Morphosis. Również w październiku kwartet odbył trasę koncertową w Polsce wraz z grupami Decapitated, Christ Agony i Vedonist. Natomiast na przełomie listopada i grudnia zespół wystąpił w Rosji, Mołdawii i na Ukrainie.
22 lutego 2011 roku odbyła się premiera Erebos w Stanach Zjednoczonych. W marcu tego samego roku kwartet rozpoczął trzymiesięczną trasę koncertową w USA. Grupa wystąpiła m.in. u boku takich formacji jak: Rotting Christ, Melechesh, Sepultura, Belphegor, Keep of Kalessin oraz Nevermore. We wrześniu zespół podpisał kontrakt wydawniczy z austriacką wytwórnią muzyczną Napalm Records. Tego samego miesiąca został opublikowany teledysk do utworu tytułowego z płyty Erebos. Pod koniec miesiąca muzycy rozpoczęli europejską trasę koncertową. Zespół dał szereg koncertów m.in. w Danii, Wielkiej Brytanii i Niemczech. Występy Hate poprzedziły grupy Vesania, Negură Bunget, Inferi oraz Livarkahil. Pod koniec listopada grupa ponownie udała się do Ameryki Północnej. Zespół dał szereg koncertów w USA i Kanadzie poprzedzając występy Mayhem oraz Keep of Kalessin.
W kwietniu 2012 roku zespół ponownie udał się do Brazylii gdzie odbył krótką trasę koncertową. Po powrocie do Europy, w czerwcu formacja wzięła udział w objazdowym festiwalu Metal Fest w Niemczech, Polsce, Czechach, Szwajcarii, Chorwacji, Włoszech i Austrii. Wkrótce potem zespół rozpoczął prace nad kolejnym albumem studyjnym. Ósma płyta Hate pt. Solarflesh – A Gospel of Radiant Divinity została zarejestrowana w warszawskim Sound Division Studio w Warszawie we współpracy z inżynierami dźwięku Filipem „Heinrich” Hałuchą i Arkadiuszem „Maltą” Malczewskim. Gościnnie w nagraniach wzięła udział grecka wokalistka Androniki Skoula znana m.in. ze współpracy z formacją Septic Flesh. Wydawnictwo ukazało się w Europie 30 stycznia 2013 roku nakładem wytwórni muzycznej Napalm Records. Natomiast 5 lutego, tego samego roku materiał trafił do sprzedaży w Stanach Zjednoczonych. W nocy z 5 na 6 kwietnia 2013 roku na kilka dni przed swoimi 28 urodzinami we śnie zmarł basista zespołu Sławomir „Mortifer” Archangielskij. Przyczyną śmierci muzyka były zaburzenia rytmu serca. Został pochowany 17 kwietnia 2013 na cmentarzu Czerniakowskim na Sadybie w Warszawie.

## Muzycy
| Obecny skład zespołu - Adam „ATF Sinner” Buszko – gitara, śpiew (od 1990) - Paweł „Pavulon” Jaroszewicz – perkusja (od 2014) Muzycy koncertowi - Tomasz "Tiermes" Sadlak – gitara basowa (od końca 2018) - Paweł „Apeiron” Michałowski – gitara basowa (od 2016) - Dominik „Domin” Prykiel – gitara (od 2015) - Piotr „Kain” Kołakowski – gitara (2009), gitara basowa (2013-2016) - Łukasz „Lucas” Musiuk – gitara (2005, 2006) - Tomasz „Cyklon” Węglewski – gitara basowa (2005) - Aleksandra Archangielskaja (ros. Александра Архангельская) – gitara basowa (2013) Muzycy sesyjni - Filip „Heinrich” Hałucha – gitara basowa (2014 i 2019) | Byli członkowie zespołu - Marcin „Martin” Russak – gitara basowa, śpiew (1990-1992) - Daniel – gitara basowa (1993-1997) - Cyprian Konador – gitara basowa (1998-2007) - Sławomir „Mortifer” Archangielskij (zmarły) – gitara basowa (2007-2009, koncerty; 2009-2013) - Andrzej „Quack” Kułakowski – gitara (1990-1994) - Ralph – gitara (1995–2001) - Piotr „Kaos” Jeziorski – gitara (2001-2005) - Kamil „Hellbeast” Kondracki – gitara (2005-2006) - Piotr „Mittloff” Kozieradzki – perkusja (1990-2001) - Dariusz „Hellrizer” Zaborowski – perkusja (2001-2006) - Stanisław „Hexen” Malanowicz – perkusja (2006-2014) - Konrad „Destroyer” Ramotowski – gitara (2006-2015) |

Oś czasu

## Dyskografia
| Albumy studyjne - Daemon Qui Fecit Terram (1996, Novum Vox Mortiis) - Lord is Avenger (1998, Novum Vox Mortiis) - Cain’s Way (2001, Apocalypse Productions/Koch International) - Awakening of the Liar (2003, Empire Records/Listenable Records) - Anaclasis – A Haunting Gospel of Malice & Hatred (2005, Empire Records/Listenable Records) - Morphosis (2008, Listenable Records) - Erebos (2010, Listenable Records) - Solarflesh – A Gospel of Radiant Divinity (2013, Napalm Records) - Crusade:Zero (2015, Napalm Records) - Tremendum (2017, Napalm Records) - Auric Gates of Veles (2019, Metal Blade Records) - Rugia (2021, Metal Blade Records) - Bellum Regiis (2025, Metal Blade Records) | Albumy wideo - Litanies of Satan (DVD, 2004, Metal Mind Productions) Inne - Abhorrence (demo, 1992, Hate Production) - Evil Art (demo, 1994, Loud Out Records) - The Unwritten Law (demo, 1995, Novum Vox Mortiis) - Victims (EP, 1999, Metal Mind Productions) - Evil Decade of Hate (kompilacja, 2000, Apocalypse Productions) - Holy Dead Trinity (kompilacja, 2001, WWIII Records) |

## Teledyski

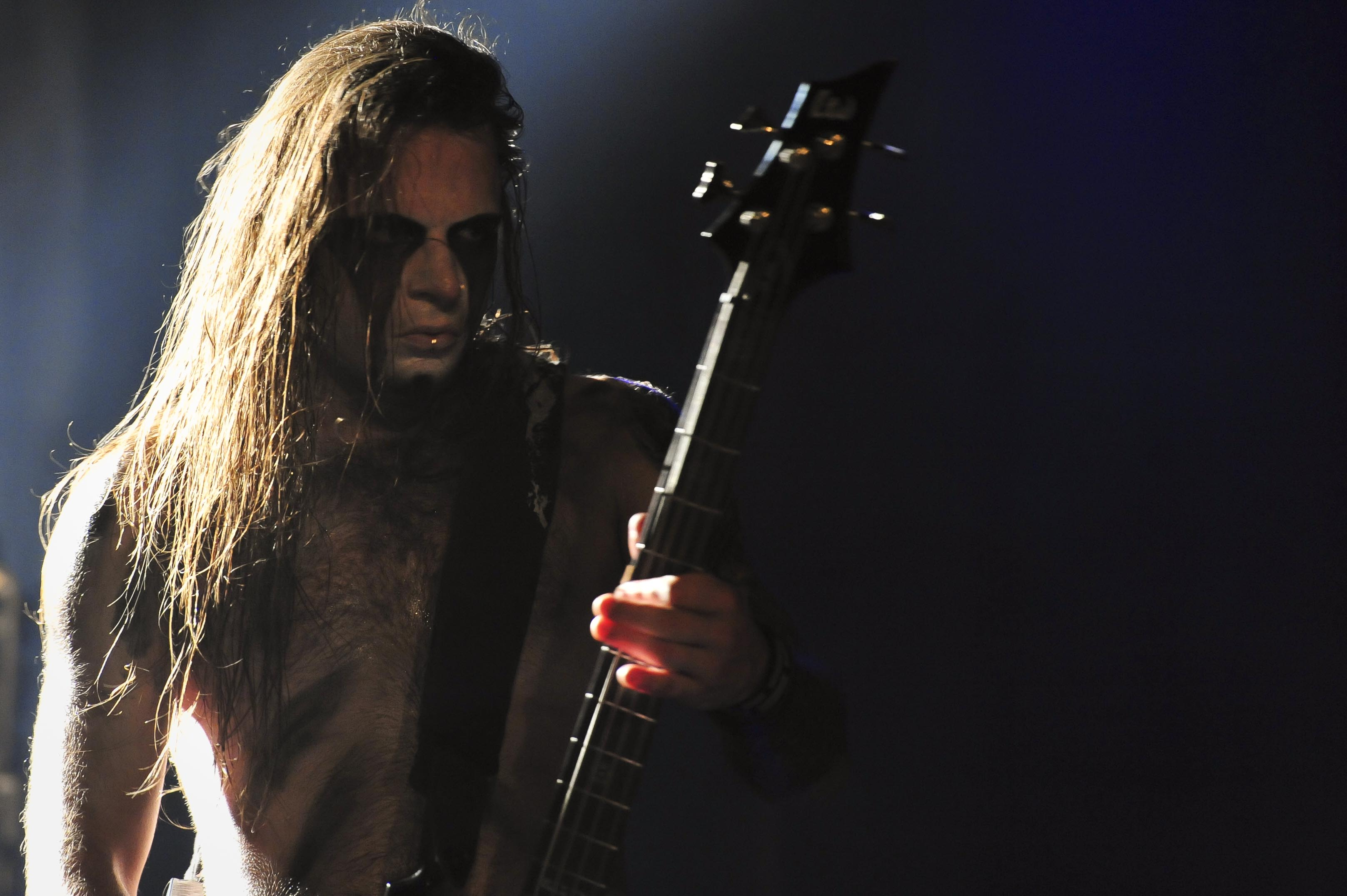
Sławomir „Mortifer” Archangielskij podczas koncertu 23 września 2011 roku

| Rok  | Tytuł                | Reżyseria/Realizacja              | Album                                     | Źródło |
| ---- | -------------------- | --------------------------------- | ----------------------------------------- | ------ |
| 2008 | „Threnody"           | Maciej „Dombro” Dąbrowski         | Morphosis                                 | [ 27 ] |
| 2011 | „Erebos"             | Sławomir Makowski, Moderna Studio | Erebos                                    | [ 49 ] |
| 2013 | „Alchemy of Blood"   | Red Pig Productions               | Solarflesh – A Gospel of Radiant Divinity | [ 50 ] |
| 2015 | „Valley of Darkness" | Red Pig Productions               | Crusade:Zero                              | [ 51 ] |

## Nagrody i wyróżnienia
| Rok  | Kategoria                          | Nagroda                       | Nota       |
| ---- | ---------------------------------- | ----------------------------- | ---------- |
| 2004 | Album roku (Awakening of the Liar) | Plebiscyt Thrash’em All, 2003 | 1. miejsce |
| 2004 | Zespół roku                        | Plebiscyt Thrash’em All, 2003 | 3. miejsce |
| 2011 | Płyta roku – Polska (Erebos)       | Plebiscyt Metalnews.pl, 2010  | 3. miejsce |